# Barsowo (mijanka)
Barsowo (ros. Барсово) – mijanka i przystanek kolejowy w miejscowości Barsowo, w rejonie zapadnodwińskim, w obwodzie twerskim, w Rosji. Położona jest na linii Moskwa - Siebież.